# حوقم
حَوْقَم (الاسم العلمي: Pisonia)، جنس نباتات مُزهرة من فصيلة الشبية. سُميت تكريمًا على الطبيب وعالم الطبيعية الهولندي ويليم بيزو (1611-1678). انواعه قليلة بعضها شائك السوق والأغصان. أوراقها كاملة متعاقبة. إزهرارها عنقودي التجميع. ثمارها عشبية دبقة. عيدانها شديدة الالتواء تستعمل في عدة صناعات.